# Christian Barth (Verwaltungsjurist)
Christian Barth (* 16. Mai 1960 in München) ist ein deutscher Verwaltungsjurist. Er ist seit 2011 Amtschef im Bayerischen Staatsministerium für Umwelt und Gesundheit bzw. seit 2013 im Bayerischen Staatsministerium für Umwelt und Verbraucherschutz.

## Leben
Nach einem Studium der Rechtswissenschaften trat Barth im Jahr 1988 in den Staatsdienst des Freistaates Bayern ein.
Zunächst war er bis 1991 als Referent im Referat für Überregionale Finanzierungen, im Referat für EU-Angelegenheiten sowie im Volkswirtschaftlichen Grundsatzreferat des Bayerischen Staatsministeriums der Finanzen eingesetzt. Anschließend wechselte er 1991 in die Bayerische Staatskanzlei und war dort bis 1993 Referent im Büro des Amtschefs und im Referat für Europapolitik. 
Er stieg 1994 zum Leiter des Grundsatzreferates für Europapolitik auf und war ab 1999 Ministerratsreferent. Ihm gelang 2004 der Aufstieg zum Leiter der Abteilung für Europapolitik und internationale Angelegenheiten, woran sich im Jahr 2006 die Übernahme der Abteilung für Richtlinien der Politik anschloss.
Im November 2011 verließ Barth die Staatskanzlei und wurde unter Staatsminister Marcel Huber (CSU) Ministerialdirektor und Amtschef im Bayerischen Staatsministerium für Umwelt und Gesundheit. Bei Bildung des Kabinetts Seehofer II im Oktober 2013 änderte sich die Bezeichnung des Ministeriums und Barth wurde Amtschef im Bayerischen Staatsministerium für Umwelt und Verbraucherschutz.